# Col de Culaus
Pour les articles homonymes, voir Culaus (homonymie).
Le col de Culaus est un col de montagne pédestre des Pyrénées à 2 565 mètres d'altitude, dans le Lavedan, dans le département français des Hautes-Pyrénées en Occitanie.
Il relie la vallée de Lutour, à l'ouest, à la vallée de Cestrède.

## Toponymie
En occitan, culaus signifie « creux ».

## Géographie
Le col de Culaus est situé entre le pic de Chanchou (2 949 m) au nord et le pic de Cestrède (2 947 m) au sud au lieu-dit de Culaus.

## Protection environnementale
Le col fait partie d'une zone naturelle protégée, classée ZNIEFF de type 2 : « haute vallée du gave de Pau : vallées de Gèdre et Gavarnie ».

## Voies d'accès
Le versant ouest est accessible depuis le sentier du lac d'Estom, à la cabane de Pouey Caut prendre jusqu'au refuge Russell et traverser le cirque des Culaus.
Sur le versant est, depuis le parking aux granges de Bué, suivre l'itinéraire du lac d'Antarrouyes.